# Józef Wyszomirski
Józef Wyszomirski (ur. 2 stycznia 1909 w Nowej Wilejce, zm. 16 sierpnia 1982 w Warszawie) – reżyser filmowy i teatralny, aktor, dyrektor i kierownik artystyczny teatru, pedagog.

## Życiorys
Studiował filologię polską na Uniwersytecie Wileńskim. W 1939 ukończył studia na wydziale reżyserskim PIST w Warszawie.
Po wybuchu II wojny światowej znalazł się we Lwowie. W czasie okupacji radzieckiej Kresów Wschodnich występował w teatrze lwowskim. Po powrocie do Warszawy jesienią 1941 działał w podziemiu kulturalnym (ps. Albin). Był szefem Referatu Teatralnego BIP. Po upadku powstania warszawskiego był jeńcem Oflagu II D Gross-Born, gdzie uczestniczył w pracach teatru obozowego.
Po powrocie do kraju działał początkowo w Łodzi. W latach 1948–1949 był dziekanem Wydziału Reżyserskiego Wyższej Szkoły Teatralnej w Warszawie z siedzibą w Łodzi. Na emeryturę przeszedł w 1974.
Zmarł w Warszawie, pochowany na cmentarzu Wojskowym na Powązkach (kwatera B23-6-30).

## Działalność
- aktor w Polskim Teatrze Dramatycznym (1939–1941),
- reżyser przedstawień tajnego Teatru Wojskowego (1943–1944),
- aktor Ludowego Teatru im. Bogusławskiego w Lingen (1945),
- współkierownik i reżyser Teatru Kameralnego Domu Żołnierza (1946–1948),
- wicedyrektor i reżyser Teatru Wojska Polskiego (1947–1949),
- reżyser w Teatrze Polskim w Warszawie (1949/50),
- dyrektor Objazdowego Teatru Dramatycznego Domu Wojska Polskiego (1950/51),
- reżyser w Teatrze Narodowym w Warszawie (1953–1956),
- dyrektor, kierownik artystyczny i reżyser Teatru im. Wyspiańskiego w Katowicach (1956–1959),
- reżyser Teatru Rozmaitości (Bagatela) w Krakowie (1966–1974),
- reżyser w Teatrze im. Mickiewicza w Częstochowie (1968–1974).

## Filmografia
Reżyser
- 1962 – Rodzina Milcarków
- 1946 – Dwie godziny

Aktor
- 1953 – Żołnierz zwycięstwa (jako Karol Świerczewski)

Scenarzysta
- 1962 – Rodzina Milcarków

## Ordery i odznaczenia
- Order Sztandaru Pracy II klasy (22 lipca 1949)[5]
- Krzyż Oficerski Orderu Odrodzenia Polski[6]
- Krzyż Kawalerski Orderu Odrodzenia Polski[6]
- Medal 10-lecia Polski Ludowej (22 lipca 1955)[7]

## Nagrody
- nagroda na Festiwalu Sztuk Radzieckich i Rosyjskich za reżyserię przedstawienia Ostatnie dni Michaiła Bułhakowa w Teatrze Polskim w Warszawie (1949)
- Nagroda Państwowa II stopnia za rolę Generała Karola Świerczewskiego w filmie Żołnierz zwycięstwa (1953)
- II nagroda na Festiwalu Dramatów Wyspiańskiego za reżyserię Wyzwolenia w Teatrze Śląskim im. Stanisława Wyspiańskiego w Katowicach (1958)
- wyróżnienie na II Ogólnopolskim Festiwalu Sztuk Radzieckich i Rosyjskich w Katowicach za opracowanie reżyserskie Borysa Godunowa Aleksandra Puszkina w Teatrze Zagłębia w Sosnowcu (1962)
- Nagroda Ministra Obrony Narodowej w dziedzinie teatru (1963)

Źródło:.